# FC Viktoria Köln
Fußballclub Viktoria Köln 1904 e. V. (w skrócie: FC Viktoria Köln) – niemiecki klub piłkarski z Kolonii.

Klub założony w 1904 jako FC Germania Kalk, późniejsze nazwy SV Kalk 04 (1909), VfR Mülheim-Kalk 04 (1911), VfR Köln 04 rrh. (1918), SC Rapid Köln 04 (1949), SC Viktoria 04 Köln (1957), SCB Preußen Köln (1994), SCB Viktoria Köln (2002), FC Viktoria Köln (od 2010).